# Рябинин, Алексей Валерьевич
Алексей Валерьевич Рябинин (род. 3 апреля 1970, Муром, Владимирская область) — российский ученый и общественный деятель, специалист в области экономики и систем управления, ректор Института экономики и управления в промышленности, ректор Института экономики и социальных отношений (2006—2009), депутат Московской городской думы (2009—2014), омбудсмен по авторскому и патентному праву, интеллектуальной собственности при Уполномоченном по защите прав предпринимателей в России (с 2019), писатель и журналист.

## Биография
Родился 3 апреля 1970 года в городе Муром Владимирской области.
В 1987 году поступил на факультет аэрофизики и космических исследований Московского физико-технического института (МФТИ) по специальности «Микроэлектроника», который закончил в 1993 году. 
После окончания обучения в МФТИ, поступил в аспирантуру Центра стратегических исследований и информации (ЦСЭИ) при Правительстве Москвы по специальности «Экономика и управление народным хозяйством», которую закончил в 1996 году. Учась в аспирантуре, с 1993 по 1996 годы работал в НПО «Элас» в Зеленограде, где продолжал научно-исследовательскую деятельность, связанную с разработкой аппаратно-программных комплексов и автоматизированных систем управления для космической отрасли и микроэлектроники. В этот период времени научным руководителем А. В. Рябинина являлся член-корреспондент АН СССР и РАН Гуськов Г. Я., под руководством которого Рябинин принимал участие в экспериментальных исследованиях, связанным с управлением космическими спутниками. В частности, А. В. Рябинин разрабатывал системы и устройства дистанционного зондирования Земли, проектировал аппаратно-программных комплексы управления группировкой спутников радиосвязи, создавал телеметрическую аппаратуру и радиотехнические системы дальнего космоса и космической связи.
В 1996—1998 годах — генеральный директор АО «Станкобизнес»
C 1998 года по декабрь 2012 года — ректор Института экономики и управления в промышленности. За свою работу на посту ректора ИЭУП был награждён в 1998 году Президентом России медалью ордена «За заслуги перед Отечеством» II степени.
С января 2003 по декабрь 2009 — ректор Института экономики и социальных отношений.
С 2009 по 2014 год — депутат Московской городской думы, председатель Комиссии по науке и промышленной политике.
В сентябре 2014 года был назначен на должность заместителя руководителя Департамента труда и занятости населения города Москвы. В данной должности проработал до июня 2015 года.
С 2015 года — директор Института экономики и управления в промышленности
.
С 2017 года — омбудсмен по авторскому и патентному праву, интеллектуальной собственности, при Уполномоченном при Президенте РФ по защите прав предпринимателей.

### Научная деятельность
Доктор экономических наук. Председатель диссертационного совета Д 520.050.01 по специальности 08.00.05 «Экономика и управление народным хозяйством» (2003—2009 гг.). Председатель редакционного совета научных журналов
«Федеративные отношения и региональная социально-экономическая политика» (1999—2007 гг.), «Промышленная политика в Российской Федерации» (с 2007 г.) и «Местное самоуправление в Российской Федерации» (с 2007 г.).
В 1996 году защитил кандидатскую диссертацию (по специальности 08.00.05 «Экономика и управление народным хозяйством») на соискание учёной степени кандидата экономических наук на тему «Современное состояние и перспективы развития негосударственных пенсионных фондов». В кандидатской диссертации, а также вышедшей в том же году монографии Рябинин подробно описал историю трансформации советской пенсионной системы в современную российскую и выявил основные причины проблем негосударственных пенсионных фондов в России. Систематизированная Рябининым информация о становлении в начале 1990-х годов пенсионной системы Российской Федерации является ценным источником исторического опыта по данной тематике для большого количества последующих исследований других учёных.
В 2000 году защитил по той же специальности (08.00.05) докторскую диссертацию на тему «Механизмы трансформации и устойчивости пенсионных систем в экономическом пространстве СНГ». В своей докторской диссертации Рябининым был разработан новый подход к проблеме трансформации национальных пенсионных систем. Им была выявлена инверсия целей средств и целей функционирования пенсионных систем в странах СНГ и предложена и доказана необходимость использования в качестве одного из основополагающих критериев формирования государственных систем пенсионного обеспечения показатели валового национального продукта. Также Рябининым были выделены факторы устойчивости функционирования пенсионных систем и разработаны и предложены соответствующие критерии и измерители. Кроме того, в работе впервые проведено научное обоснование соотношений в развитии государственного и негосударственного пенсионного обеспечения в странах СНГ и сформулированы принципы их гармонизации, а также требования и принципы унификации соответствующей нормативно-правовой и законодательной базы. Впрочем, диссертационное исследование Рябинина позже другими исследователями критиковалось за то, что в данной работе он не рассмотрел устойчивость пенсионной системы совместно с рисками при определении их величины и стоимости.
В 2001—2002 годах под общей редакцией Рябинина вышла двухтомная научная энциклопедия «Вся Россия» о населённых пунктах и регионах Российской Федерации.
В 2002 году Рябининым было предложено коренное изменение подхода к решению вопроса социально-экономического выравнивания регионов России. Показано, что отправной точкой для выработки программы такого выравнивания должно стать не бедственное положение региона, а его работа в направлении устранения условий такого положения, а также достижение экономической и социальной эффективности осуществляемых на эти цели затрат. Эти предложения получили поддержку и других исследователей.
Работа Рябинина о трудовых отношениях и социальном партнёрстве (2002) включена в качестве обязательной литературы курса по трудовому праву на юридическом факультете Пермского государственного университета.
В 2008 году Рябининым (совм. с С. В. Разворотневой) было показано, что большинство контрольных показателей эффективности деятельности органов местного самоуправления, введённых Указом Президента РФ № 607 от 28 апреля 2008 г., не имеют прямого отношения к предметам ведения и полномочиям местных властей, а также в работе предложены другие критерии оценивания органов местного самоуправления. Данная критика и предложения были поддержаны другими исследователями.
В монографии «Направления развития научно-технического потенциала Москвы» (2012) Рябинин, как отмечается другими исследователями, доказал, что отказ от движения в сторону новой городской экономики и инвестирования в технологическое развитие Москвы в перспективе может привести к сужению «окна возможностей» для развития, утрате научного потенциала города и снижению темпов экономического роста.
Поданным на 2025 год, А. В. Рябинин автор около 140 научных публикаций. Под научным руководством А..В. Рябинина защищены 15 кандидатских и 2 докторские диссертации.

### Политическая и общественная деятельность

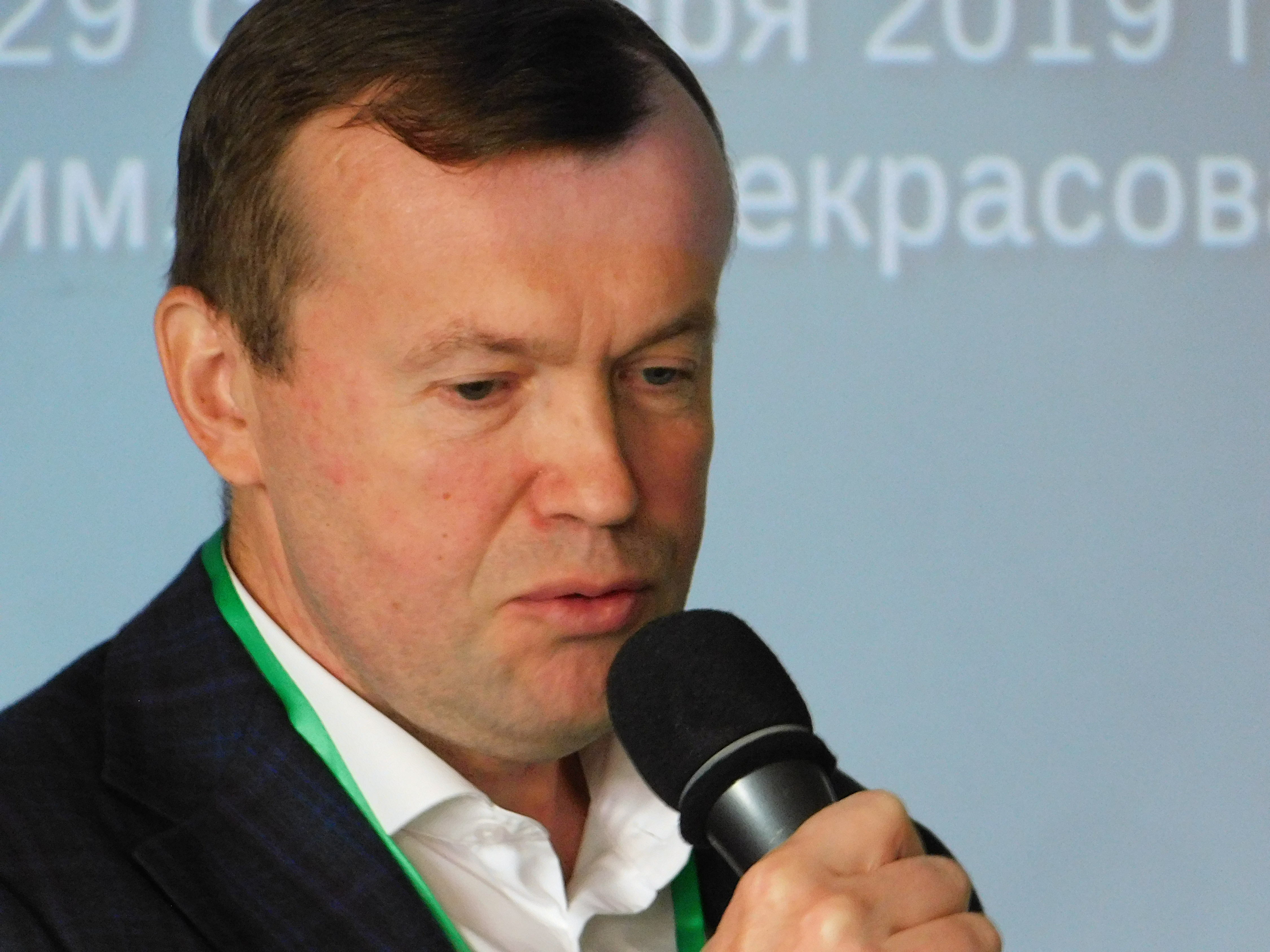
Выступление А. В. Рябинина на «Вики-конференции-2019»

C 2004 по 2009 годы — депутат Муниципального собрания «Восточное Измайлово» города Москвы, заместитель председателя Муниципального собрания «Восточное Измайлово», председатель бюджетной комиссии В 2008 году А. В. Рябинин был награждён Почётной грамотой Московской городской Думы «за заслуги перед городским сообществом». В 2009 году А. В. Рябинин был включён в резерв управленческих кадров, находящихся под патронажем Президента Российской Федерации.
11 октября 2009 года был избран депутатом Московской городской думы, где занимал должность заместителя председателя Комиссии по экономической политике, науке и промышленности и входил во фракцию «Единая Россия». Также входил в состав следующих комиссий Мосгордумы: бюджетно-финансовой, по контролю за достоверностью сведений о доходах, об имуществе и обязательствах имущественного характера, представляемых депутатами Московской городской Думы, по культуре и массовым коммуникациям, по образованию и молодёжной политике, по координации законотворческой деятельности Московской городской Думы и Московской областной Думы. В 2013 году был награждён почётным знаком Московской городской Думы «За заслуги в развитии законодательства и парламентаризма». 10 сентября 2014 года досрочно прекратил полномочия депутата Мосгордумы в связи с переходом на другую работу.
Член Федерального политического совета Партии Роста. На Выборах Президента РФ в 2018 году был доверенным лицом кандидата в Президенты Российской Федерации Б. Ю. Титова.
В настоящее время:
- Председатель Комитета по социальному предпринимательству и поддержке социальных программ Московской торгово-промышленной палаты[58][59].
- Член Генерального совета общероссийской общественной организации «Деловая Россия»[60]. Председатель комитета по книжному делу «Деловой России»[61]. Член комитетов «Деловой России»: по работе с государственными институтами развития и мерами господдержки[62] и по охране труда и сохранению трудового потенциала[63]. Бизнес-посол «Деловой России» в Швейцарии[64].
- Член Совета и председатель Комитета по государственно-частному партнёрству и развитию социальных программ Московского городского отделения общероссийская общественной организации малого и среднего предпринимательства «Опора России»[65][66].
- Член Центрального совета Всероссийского общества изобретателей и рационализаторов, руководитель Комитета ВОИР по взаимодействию с госорганами и региональному сотрудничеству[67][68].
- Член Общественного совета при Министерстве культуры РФ[69].
- Член Общественного совета при Департаменте образования города Москвы[70].
- Член Союза машиностроителей России[71].
- Член Российского философского общества[72].
- Омбудсмен по защите прав предпринимателей в сфере интеллектуальной собственности, при Уполномоченном при Президенте РФ по защите прав предпринимателей[73][18].
- Член высшего творческого совета Московской городской организации Союза писателей России[74].
- Член Совета по вопросам интеллектуальной собственности при Председателе Совета Федерации[75].
- Советник губернатора Белгородской области по экономике[76].

### Литературное творчество
А. В. Рябинин также является автором произведений в жанре художественной литературы. 
В 2017 году А. В. Рябинин опубликовал книгу «Яблоко раздора» по тематике античной мифологии. В книге в доступной для детей и подростков форме были пересказаны античные мифы и легенды об истории Троянской войны. Книга получила многочисленные положительные отзывы. Её сравнивали с книгами Николая Куна как «новое прочтение древнегреческого культурного наследия в контексте вызовов XXI века». Отмечали увлекательность изложения и лёгкость чтения. В начале 2018 года книга «Яблоко раздора» была удостоена литературной Премии имени Эрнеста Хемингуэя за 2017 год в номинации «Детская проза». Кроме того, в 2018 году Астраханский государственный театр юного зрителя поставил по книге пьесу «Игры богов, или Яблоко раздора».
В 2018 году вышла вторая детская книга Рябинина также в жанре античной мифологии «Тесей» о приключениях одной из центральных фигур античной мифологии — Тесея. Книга также получила положительные отзывы в прессе, а кроме того была признана Московской городской организацией Союза писателей России «Лучшей книгой года 2016—2018» в номинации «Проза» (2018).
В 2019 году Рябинин опубликовал книгу «Загадка Сфинкса», в которой детям рассказывались мифы и легенды фиванского цикла. Книга получила награду Международной премии «Terra Incognita» в номинации «Эстафета поколений» за 2019 год.
В 2025 году в свет вышла книга А. В. Рябинина «Приключения Геракла», которая рассказывала детям о подвигах Геракла. В том же году Рябинин стал лауреатом литературной премии имени П. П. Ершова за серию сказочных книг для детей и юношества.

## Произведения А. В. Рябинина

### Научные публикации

#### Энциклопедии
- Рябинин А. В. (гл. ред). Вся Россия. Города и населённые пункты. Энциклопедия. — М.: Институт экономики и управления в промышленности, 2001. 576 с. ISBN 5-93249-001-2.
- Рябинин А. В. (гл. ред). Вся Россия. Регионы. Энциклопедия. — М.: Институт экономики и управления в промышленности, 2002. 593 с. ISBN 5-93249-001-2.

#### Научные монографии
- Рябинин А. В. Направления развития научно-технического потенциала города Москвы. — М.: РОССПЭН, 2012. 189 с. ISBN 978-5-8243-1703-9.
- Рябинин, А. В. Негосударственные пенсионные фонды и реформирование пенсионной системы. История, практика, прогноз. — М.: Центр социально-экономических исследований и информации г. Москвы (ЦСЭИ), 1996. 189 с.

#### Некоторые научные статьи
- Рябинин А. В. Методология и методические подходы к проведению диагностики экономического состояния промышленных предприятий. // «Микроэкономика», № 3, 2012. С. 73-79.
- Рябинин А. В. Разработка системы управления интегрированным риском реальных инвестиций в промышленности. // «Транспортное дело России», № 8, 2010 С. 113—117.
- Рябинин А. В. Использование инвестиционного процесса для реализации экономической политики развития региона. // «Транспортное дело России», № 8, 2010. с. 121—125.
- Рябинин А. В. Разработка системы управления интегрированным риском реальных инвестиций в промышленности. // «Инновационная экономика: информация, аналитика, прогнозы», № 1, 2010. С. 99-102.
- Рябинин А. В. К вопросу о трудовых отношениях и социальном партнерстве в свете нового Трудового кодекса РФ. // «Трудовое право», № 1, 2002. С. 10-15.
- Калашникова Л. М., Рябинин А. В., Фирсаева Т. С. К вопросу эффективности использования и обновления основных фондов // «Машиностроитель», № 10, 2000. С.61-66.

### Детская литература
- Рябинин А. В. Яблоко раздора. — СПб.: Антология, 2017. 128 с. ISBN 978-5-9909598-8-0.
- Рябинин А. В. Тесей. — СПб.: Антология, 2018. 216 с. ISBN 978-5-6040037-6-3.
- Рябинин А. В. Загадка Сфинкса. — СПб.: Антология, 2019. 200 с. ISBN 978-5-9070973-8-4.
- Рябинин А. В. Приключения Геракла. — М.: Луч, 2025. 228 с. ISBN 978-5-6051959-0-0.

Загадка Сфинкса
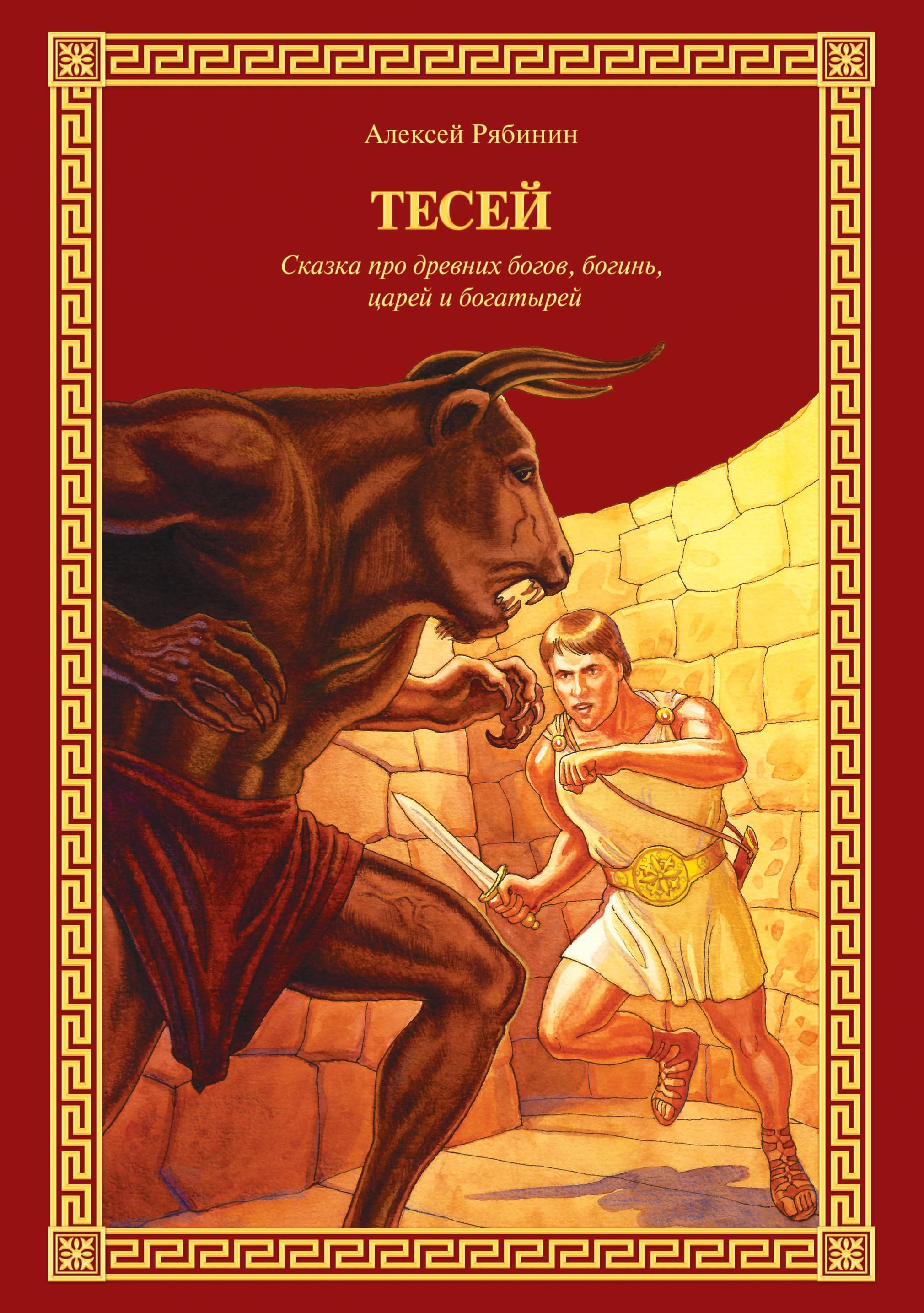
Тесей
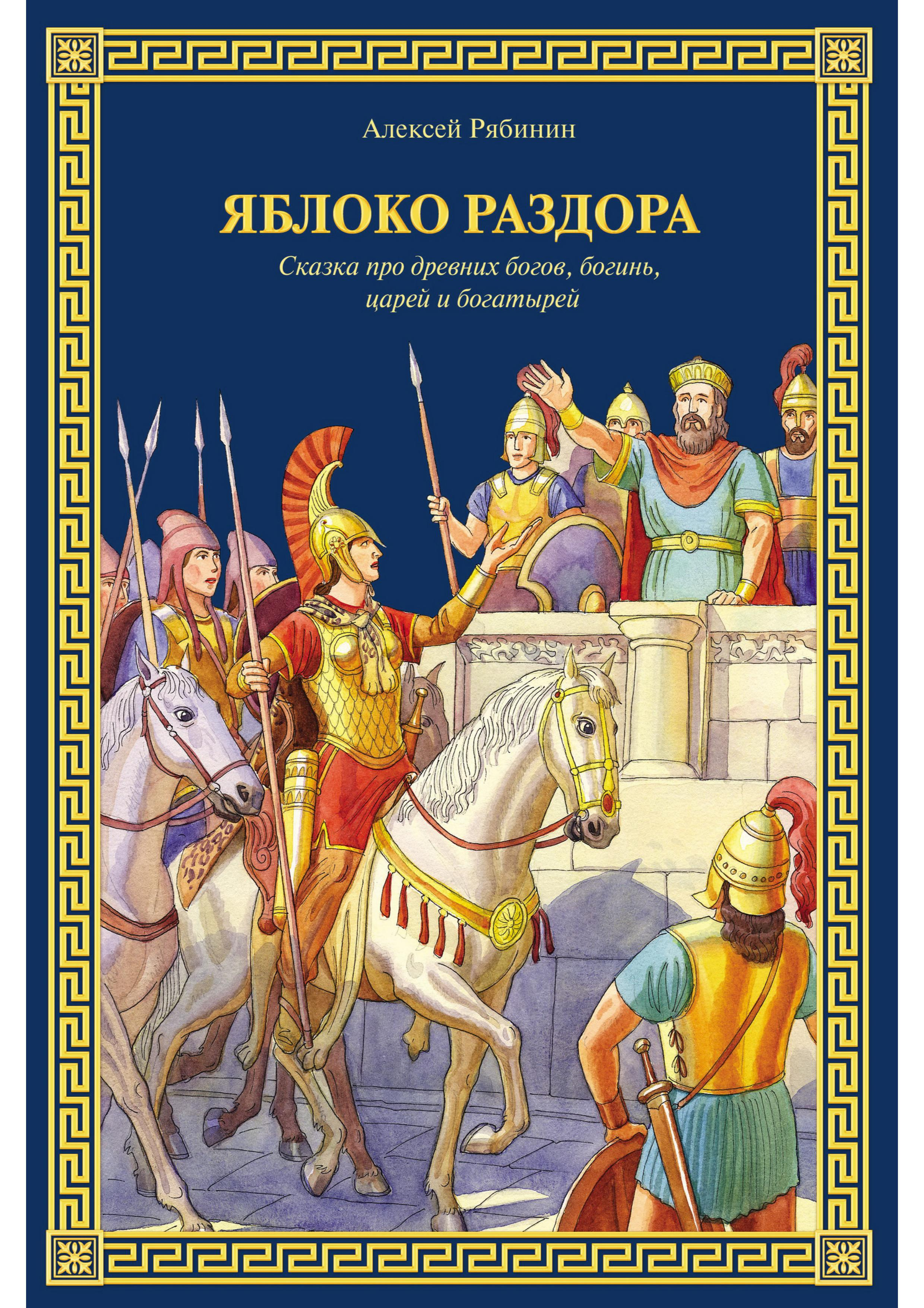
Яблоко раздора

### Пьесы
- 2017 — Игры богов, или Яблоко раздора (совм. с Е. Исаевой).

#### Постановки
- «Игры богов, или Яблоко раздора». Астраханский государственный театр юного зрителя. Режиссёр С. В. Тараскин. Премьера 25 ноября 2018[82][83][84][85].

## Награды и премии
- Медаль «В память 850-летия Москвы» (1997)[5]
- Медаль ордена «За заслуги перед Отечеством» II степени (1998)[8].
- Почётная грамота Московской городской Думы (2008)[49]
- Почётный знак Московской городской Думы «За заслуги в развитии законодательства и парламентаризма» (2013)[53]
- Почётный знак Московской городской Думы «Московская городская Дума. 25 лет» (2019)[94]
- Знак «Почётный машиностроитель» Минпромторга РФ[5].
- Премия имени Эрнеста Хемингуэя за 2017 год в номинации «Детская проза»[80]
- Пьеса «Игры богов или Яблоко раздора» — победитель конкурса по поддержке современной драматургии Министерства культуры Российской Федерации (2018)[95].
- Книга «Тесей. Сказка про древних богов, богинь, царей и богатырей» была признана Московской городской организацией Союза писателей России «Лучшей книгой года 2016—2018» в номинации «Проза» (2018)[88].
- Международная премия «Terra Incognita» в номинации «Эстафета поколений» (2019) за книгу «Загадка Сфинкса».[90]
- Вики-премия «Свободные знания» (2019).
- Премия имени П. П. Ершова за серию сказочных книг для детей и юношества (2025)[93].